# Bleekeria mitsukurii
Bleekeria mitsukurii is een straalvinnige vissensoort uit de familie van zandspieringen (Ammodytidae). De wetenschappelijke naam van de soort is voor het eerst geldig gepubliceerd in 1902 door Jordan & Evermann.